# فرودگاه کویو
فرودگاه کویو (به انگلیسی: Cuyo Airport) (به زبان بومی: Paliparan ng Cuyo) یک فرودگاه همگانی با کد یاتا CYU است . این فرودگاه در کشور فیلیپین قرار دارد و در ارتفاع ۴ متری از سطح دریا واقع شده‌است.

## شرکت‌های هواپیمایی و مقصدهای پروازی
| شرکت‌های هواپیمایی        | مقصدهای پروازی                            |
| ------------------------ | ----------------------------------------- |
| Air Juan                 | گدفریدو پی راموس، ایلوئیلو، پورتو پرینسسا |
| SouthEast Asian Airlines |                                           |